# Жарко Петровић (ватерполиста)
Жарко Петровић (Београд, 8. фебруар 1973) је српски ватерполиста и ватерполо тренер. Играо је на позицији бека.

## Каријера
Каријеру почео на Бањици у Партизану. Са репрезентацијом Југославије освојио златну медаљу на Универзијади у Фукуоки 1995. Играо је за : Партизан (1989–1997 / првак Југославије, 6 пута освајач националног Купа, освајач Купа победника купова и освајач Суперкупа Европе), Будву (1997–1998), Медитерани – Шпанија (1999–2000), Приморац (2000–2001), Терасу – Шпанија (2001–2002), Ниш Класик (2002–2004), Синтез Казањ – Русија (2004–2005 / освајач националног Купа), Телимар Палермо – Италија (2005–2006) и Галатасарај – Турска (2006–2008 / национални првак и освајач Купа).
Од 2004 поседује тренерску лиценцу српске ватерполо федерације за све узрасте. Од 2007 до 2011 био је помоћник тренера ватерполо клуба Глатасарај – Турска и главни тренер свих млађих селекција у клубу. За то време освојио је 5 узастопних титула у свим узрастима.
Ожењен је има два сина.